# Christina Florin
Christina Florin, född 1938, är en svensk professor och historiker. Hon räknas som en av pionjärerna inom svensk forskning gällande kvinnlig rösträtt samt kvinnor och utbildning.
Christina Florin jobbade många år som historielärare i grundskolan och på gymnasiet i Umeå innan forskarutbildningen. År 1987 disputerade hon på avhandlingen Kampen om katedern: feminiserings- och professionaliseringsprocessen inom den svenska folkskolans lärarkår 1860-1906 vid Umeå universitet.
Hon är professor emerita i kvinnohistoria vid Stockholms universitet och hennes forskning fokuserar på ”könsrelationernas betydelse för processer som professionalisering, statsbyggande, medborgarskap, politisk kultur och utbildning”.
2023 tilldelades hon Stora Historiepriset.

## Publikationer (i urval)[4]
- Kampen om katedern. Feminiserings- och professionaliseringsprocessen inom den svenska folkskolans lärarkår 1860–1906. (Diss. Umeå Universitet, 1987)
- ”Där de härliga lagrarna gro..” Kultur, klass och kön i det svenska läroverket 1850–1914. (Christina Florin & Ulla Johansson, 1993)
- ”Något som liknar en oblodig revolution” Jämställdhetens politisering under 1960- och 70-talen. (Christina Florin & Bengt Nilsson, 2000)
- Kvinnor får röst. Kön, känslor och politisk kultur i kvinnornas rösträttsrörelse. (Atlas Akademi, 2006)
- Kvinnor på gränsen till medborgarskap. Genus, politik och offentlighet 1800–1950. (Red. Christina Florin & Lars Kvarnström, Atlas Akademi, 2001)
- Kvinnor mot kvinnor. Om systerskapets svårigheter. (Red Christina Florin, Lena Sommestad & Ulla Wikander) Norstedts, 1999)
- Framtiden i samtiden. Könsrelationer i förändring i Sverige och omvärlden. (Red Christina Florin & Christina Bergqvist, 2004)
- Par i vetenskap och politik. Intellektuella äktenskap i moderniteten. (Red Annika Berg, Christina Florin, Per Wisselgren, Umeå 2011)
- Föregångarna. Kvinnliga professorer om liv, makt och vetenskap. (Red. Christina Florin & Kirsti Niskanen, SNS, 2010)
- Känslornas Revolution. Kärlek ilska och lycka på 1970-talet. (Red Helena Bergman, Christina Florin & Jens Ljunggren,  Appell förlag, 2017)